# Lissocampus
Lissocampus es un género de pez de la familia Syngnathidae en el orden de los Syngnathiformes.

## Especies
Las especies de este género son:
- Lissocampus bannwarthi (Duncker, 1915)
- Lissocampus caudalis Waite & Hale, 1921
- Lissocampus fatiloquus (Whitley, 1943)
- Lissocampus filum (Günther, 1870)
- Lissocampus runa (Whitley, 1931)